# 滚动起步

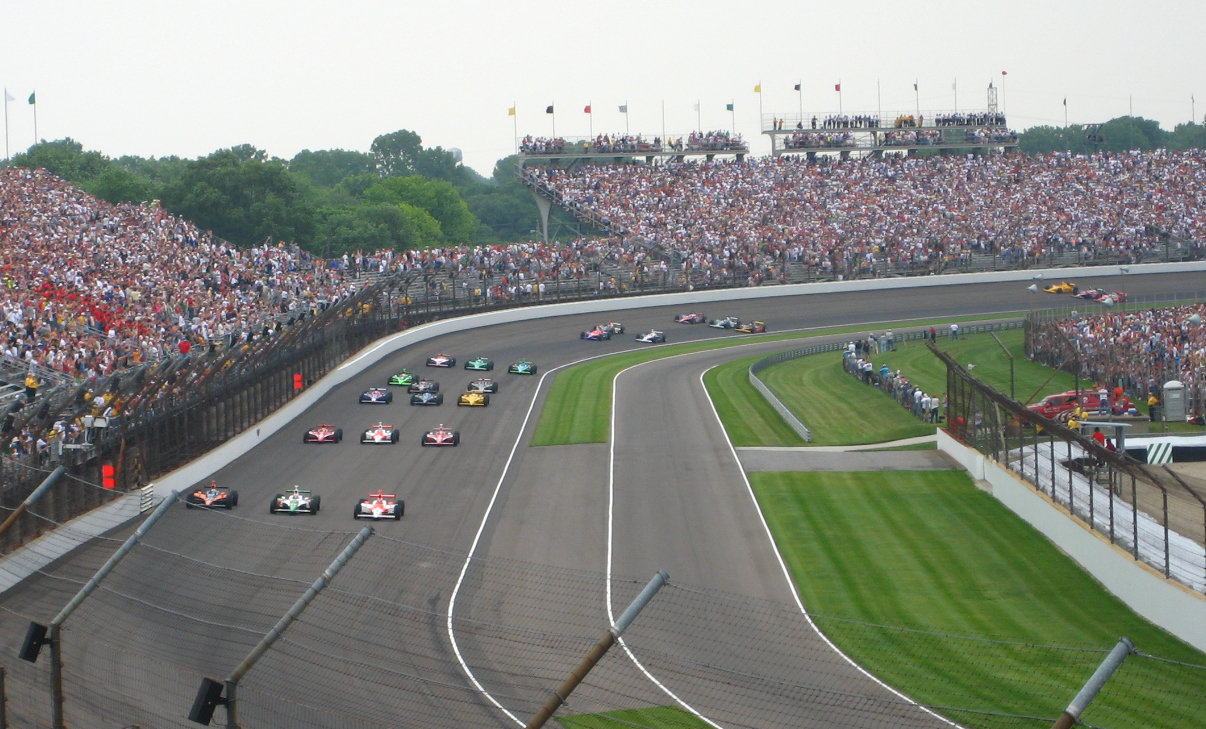
印第安纳波利斯500比赛采用滚动起步，车手在完成暖胎圈后将以三车并排方式直接起步

滚动起步（英語：rolling start）是赛车比赛的一种起步模式，与另一种起步模式静止起步相对应。
在滚动起步模式下，参加比赛的赛车需要在安全车引导下，以预定的安全时速行驶若干圈（例如起步巡游圈，或在比赛出示黄旗及警告时的慢速行驶圈）后再进行起步，赛车在进行起步流程时不需要停车。

## 流程及规则
在实行滚动起步模式的赛车比赛中，一般由安全车担任的“领跑车”（Pace Car）会以特定时速引领赛车行驶若干圈，所有赛车需要以特定时速，按照起步顺序在领跑车后行驶；而在确认赛道具备比赛条件后，安全车将会驶离赛道，比赛工作人员同时挥动象征比赛开始或重新正常进行的绿旗，此后车手可以加速，比赛也随之开始或恢复。
安全车/领跑车通常在完成最后一个引导圈并到达终点线前驶离赛道，而在安全车离开和工作人员挥动绿旗之间可能会有几秒钟的间隔时间，车手需要在看到绿旗指示后才可加速，否则将会被判违反规则。在过去的比赛之中，绿旗指示一般为比赛工作人员挥动，车手需要自行寻找绿旗位置；但现代赛车比赛中，比赛开始的指令通常通过双向无线电传递给车手（例如勒芒24小时耐力赛等耐力赛事起步阶段赛会干事对全体车手的广播），或是在加速区前使用电子LED屏幕等形式告知车手。
在一些使用滚动发车的国际赛车比赛中，操纵比赛信号的工作人员会在领跑车或安全车行驶若干圈后将比赛灯号由红灯转为可以起跑的绿灯。此种情况下，在起步前的最后一圈中，红灯会在赛道部分区域预先亮起，而当领跑集团的赛车做好比赛准备后，比赛灯号将立刻变绿，同时比赛开始。如此时赛道上出现情况，那么比赛信号将继续保持红灯，同时赛道指示板会显示“额外暖胎圈”（Extra Formation Lap），赛道也可能闪烁象征危险情况的黄色指示灯。
而在采用滚动起步的赛车比赛之中，赛车在发车起步时可能会要求按照指定路线进行行驶，例如纳斯卡赛车采用双排并排起步，印第安纳波利斯500则采用三排并排的方式起步。但如在比赛进行之中需要以滚动起步方式进行重新起步时，赛车则通常被要求按照单排路线行驶，但被套圈的赛车会在内线组成额外的一排进行行驶。此外，纳斯卡赛车和印第赛车系列赛分别在2009年和2011年宣布，在长度较短的椭圆赛道之中，重新起步同样使用双排并排的滚动起步方式，但领跑赛车可以在内线和外线之间做出选择。
实行滚动起跑的比赛通常会制定若干规则，以防止车手在比赛起步阶段出现不当得利的情况。例如，在印第赛车系列赛的椭圆赛道比赛中，内线的车手在通过起跑线之前不能超越位于外线的赛车；而在其它一些比赛中，车手除进入维修站或取得赛事干事批准的情况之外，均需要在领跑车后保持其在赛道上的位置。此外，在给出绿旗开始信号，安全车驶离赛道前，车手必须保持规定的车速及赛道位置；同时，领跑车手不允许在滚动起跑状态下大幅减速以导致后方赛车聚集（该条规定的制定能够防止领跑车手在比赛开始或恢复后取得大幅领先优势）。

## 使用范围
滚动起步主要在房车赛事及耐力赛事出现，但单座方程式赛车比赛则因物理及技术原因很少在起步时使用滚动起步（例如，后方车手如长时间距离前方车手过近，可能会出现赛车过热或引擎问题；此外，方程式赛车通常加速更快，如采用滚动起步相对危险系数更高）。但由于滚动起步耗时相对较短，因此几乎所有形式的赛车比赛都将滚动起步作为赛中紧急情况结束后重新起步并恢复比赛的方式（但根据国际汽联规定，如在比赛期间出示红旗，重新起步需要提前10分钟通知，且需要采用静止起步）。如果在比赛进行过程中出现安全车，那么在安全车离开赛道后也需要采用滚动起步的方式恢复比赛。
一级方程式赛车的规定中表明，如赛道过于湿滑，比赛起步将采用滚动起步的方式，同时安全车将在赛车前方进行引导，而安全车带领的圈数将计入比赛总里程之中。采用该条规定进行起步的F1比赛包括2016年和2022年两届摩纳哥大奖赛、1997，2000和2021年三届比利时大奖赛、2003年巴西大奖赛、2007年和2014年两届日本大奖赛（前者在富士国际赛车场举办，而后者在铃鹿赛道举办）、2008年意大利大奖赛、2009年中国大奖赛、2010年韩国大奖赛、2011年加拿大大奖赛和2016年英国大奖赛，但这些比赛并不是标准的滚动起步赛事，因为这些比赛都是由安全车进行引导而开始，而在赛道情况能够恢复比赛的情况下，这些比赛都采用了单排路线起步。